# جورج إتش كانون
جورج إتش كانون (بالإنجليزية: George H. Cannon)‏ هو ضابط أمريكي، ولد في 5 نوفمبر 1915 في ويبستر غروفز في الولايات المتحدة، وتوفي في 7 ديسمبر 1941 في جزر الميدواي في الولايات المتحدة.